# استان سعیده
| استان سعیده       | استان سعیده        |
| ----------------- | ------------------ |
|                   |                    |
| Algeria-Saida.png |                    |
| کشور              | الجزایر            |
| مساحت             | ۶٬۷۶۴ کیلومتر مربع |
| جمعیت             |                    |
| جمعیت             | ۳۲۸٬۶۸۵            |
| تراکم جمعیت       | ۴۸٫۶/کیلومتر مربع  |
| شمارگان           |                    |
| شمارهٔ استان       | ۲۰                 |
| پیش‌شمارهٔ تلفنی    | ۰۴۸                |
| تعداد فرمانداری‌ها | ۶                  |
| تعداد شهرستان‌ها   | ۱۶                 |
| کد پستی           |                    |

استان سَعیده از استان‌های کشور الجزایر است.

## جغرافیا
این استان در شمال غربی الجزایر قرار دارد و مرکز آن شهر سعیده است.
نام پیشین این منطقه، مدینة العقبان بود.
مناطق صنعتی عین‌الحجر، سفید، سیدی معمر و رباحیه در این استان قرار دارند.